# Paul Feig
Paul S. Feig (17 de Setembro de 1962) é um diretor americano, ator e roteirista. Feig é conhecido por interpretar Mr. Eugene Pool na série Sabrina. Feig criou a série aclamada pela crítica, Freaks and Geeks e dirigiu vários episódios de The Office e Arrested Development, além de selecionar episódios de 30 Rock, Parks and Recreation, Mad Men e outras séries de televisão. Feig foi indicado a dois prémios Emmy por escrever Freaks and Geeks e três por dirigir The Office. Em 2011 dirigiu o filme Missão Madrinha de Casamento e em 2015 lançou A Espiã que Sabia de Menos.   
Dirigiu Caça-Fantasmas (2016). O primeiro trailer chegou a 900 mil dislikes no YouTube em sua estreia, o diretor disse em entrevista que o filme recebeu diversos ataques pela escolha de um elenco feminino como protagonista para a história.